# پروومایسکی (شهرستان بلاگووارسکی، باشقیرستان)
پروومایسکی (انگلیسی: Pervomaysky, Blagovarsky District, Republic of Bashkortostan) یک شهرک در شهرستان بلاگووارسکی باشقیرستان کشور روسیه است.